# Henrique Mendes, senhor de Teixeira

Brasão de armas da família Teixeira.

Henrique Mendes foi um rico-homem do Reino de Portugal e Senhor de Teixeira.

## Relações familiares
Foi casado com Maria Pais de Novais, de quem teve:
1. Estevainha Rodrigues Teixeira, que casou com D. Pedro Rodrigues Pereira (c. 1220 -?), filho de D. Rui Gonçalves Pereira (c. 1170 -?) e de Sancha Henriques de Portocarreiro.